# ティエンズー県
ティエンズー県（ティエンズーけん、ベトナム語：Huyện Tiên Du / 縣仙遊?）は、ベトナム社会主義共和国バクニン省の県である。

## 行政区画
以下の1市鎮13社を管轄する。
- リム市鎮（Lim / 林）
- カインフン社（Cảnh Hưng / 景興）
- ダイドン社（Đại Đồng / 大同）
- ヒエンヴァン社（Hiên Vân / 軒雲）
- ホアンソン社（Hoàn Sơn / 完山）
- ラックヴェー社（Lạc Vệ / 樂衛）
- リエンバオ社（Liên Bão / 連抱）
- ミンダオ社（Minh Đạo / 明道）
- ノイズエ社（Nội Duệ / 內裔）
- ファットティック社（Phật Tích / 佛跡）
- フーラム社（Phú Lâm / 富林）
- タンチー社（Tân Chi / 新芝）
- チーフオン社（Tri Phương / 知方）
- ヴィエトドアン社（Việt Đoàn / 越團）